# Yucca linearifolia
Yucca linearifolia (englischer Trivialname: Linear Denticulate Leaf Yucca) ist eine Pflanzenart der Gattung Yucca in der Familie der Spargelgewächse (Asparagaceae).

## Beschreibung
Yucca linearifolia bildet Stämme von 2 bis 3 m Höhe. Die variablen, dünnen, linealisch, grünen bis blauen, fein gezahnten Laubblätter sind 30 bis 45 cm lang und 0,5 cm breit.
Der in den Blättern beginnende, verzweigte, Blütenstand wird 0,6 bis 0,8 m hoch. Die hängenden, glockenförmigen Blüten weisen eine Länge von 3 bis 3,5 cm und einen Durchmesser von 1 bis 1,5 cm auf. Die sechs gleichgeformten Blütenhüllblätter sind weiß bis cremefarben. Die Blütezeit reicht von Mai bis Juni.

## Vorkommen
Yucca linearifolia ist in Mexiko endemisch in der Sierra Madre Oriental und Sierra Santa Maria in den Staaten Nuevo León und Coahuila in Ebenen oder in Kalksteinhügel in Höhenlagen von 1100 bis 1400 Metern. Diese Art wächst oft vergesellschaftet mit Yucca filifera, Agave striata, Dasylirion spec., Agave spec. und verschiedenen Kakteenarten.
Yucca linearifolia ist in Mitteleuropa frosthart bis −20 °C, bei trockenem Stand in den Wintermonaten. In Albuquerque, New Mexico ist sie vollkommen winterhart. Mit Schutz wird diese Art in der Sammlung von F. Hochstätter seit über einem Jahrzehnt kultiviert.

## Systematik
Der botanische Name bezieht sich auf die linealischen Blätter.
Die Erstbeschreibung durch Karen Husum Clary unter dem Namen Yucca linearifolia ist 1995 veröffentlicht worden.
Yucca linearifolia ist eine Art der Sektion Yucca Serie Yucca. Charakteristisch sind die fleischigen Früchte, obwohl sie auf den ersten Blick zu dem Vertreter der Sektion Chaenocarpa Serie Rupicolae, Yucca queretaroensis mit kapselförmigen Früchten eingestuft werden kann.

## Bilder
Yucca linearifolia:

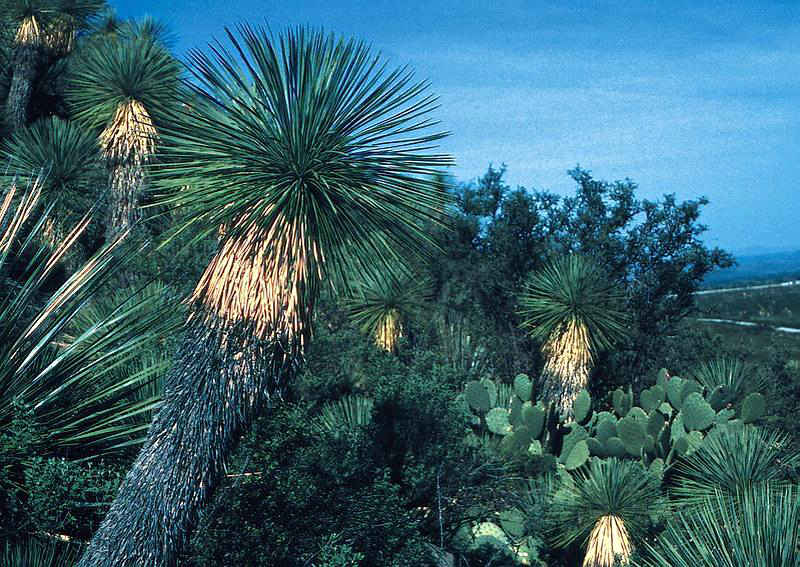
Kleine Kolonie in Mexiko
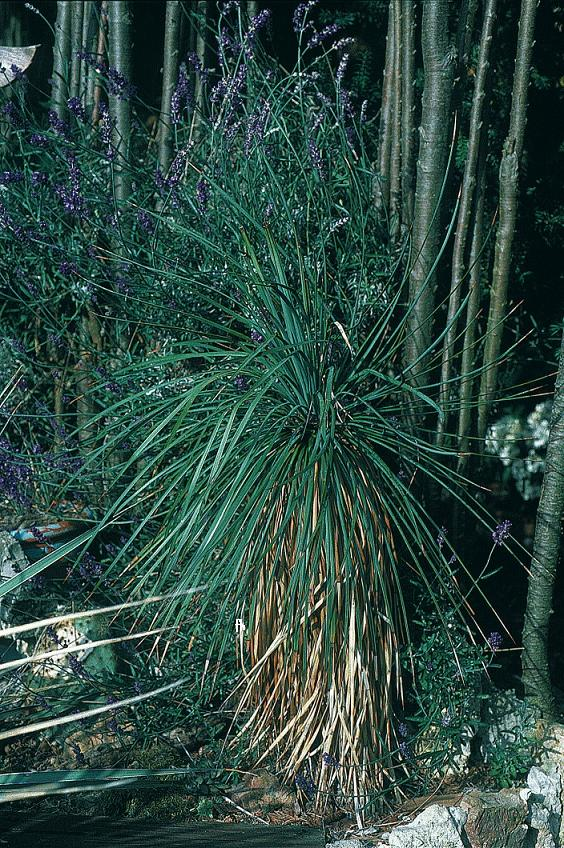
15 Jahre altes Exemplar in Kultur in der Sammlung von F. Hochstätter